# Hiperventilacija
Hiperventilacija, prekomjerno disanje je fiziološki proces forsiranog i ubrzanog udisanja i izdisanje zraka koje dovodi do smanjenja parcijalnog tlaka i koncentracije ugljičnog dioksida  u krvi. Hiperventilacijom se u organizmu ne postiže pored uvećanja koncentracije kisika u krvi i tkivima te smanjenje koncentracije ugljičnog dioksida. To za posljedicu ima promjenu kiselosti (pH) u krvi i tkivima i pojavu alkaloze. Postoji i poseban simptom pod nazivom hiperventilacijski sindrom ili osjećajima izazvana hiperventilacija, koji se karakterizira sniženom razinom ugljičnog dioksida u krvi koji prati određena simptom atologija. Neposredna posljedica prekomjernog disanja (i smanjene koncentracije ugljičnog dioksida u krvi) je pojava suženja krvnih žila u koži (bljedilo) i mozgu (poremećaj moždanih funkcija) i slabija pokretljivosti svih ostalih tkiva.

## Uzroci stanja ili bolesti
- Nedostatak kisika
- Boravak na visini u uvjetima sniženog pritiska i snižene koncentracije kisika u udahnutom zraku (letenje, alpinizam itd.)
- Boravak u nedovoljno prozračenim (zagušljivim) prostorijama i duhanskom dimu
- Srčane tegobe (miješanje arterijske i venske krvi)
- Bolesti pluća (upala pluća, edem pluća, plućna embolija, Astma
- Pneumotoraks
- Mišićno koštane bolesti prsnog koša
- Insuficijencija srca
- Nizak tlak (hipotenzija)
- Acidoza (dijabetička ketoacidoza, bubrežna acidoza, mliječna acidoza)
- Disfunkcija jetre
- Psihogena hiperventilacija
- Infekcije i tumori središnjeg živčanog sustava
- Groznica, sepsa
- Bol
- Trudnoća
- tijekom ronjenja
- Zlouporaba alkohol a ili droga
- Pretjerano konzumiranje kave
- Intenzivan fizički napor
- "Skrivena" hiperventilacija koja je posljedica nepravilnog disanja (koga pacijenti nisu uopće svjesni)
- često zijevanje i uzdisanje (jedan od oblika hiperventilacije)

## Patofiziologija
Organizmu je za održavanje normalnih funkcija neohodan kisik. Nakon udaha, kisik ulazi u pluća gdje se veže uz hemoglobin (proteinsku tvar u krvi koja veže kisik iz pluća). Hemoglobin kao sastavni dio krv i potom raznosi kisik po tijelu u kome se on oslobađa, za potrebe stanica u tkivima. Stanice koriste kisik u svojim metaboličkim reakcijama, stvarajući pritom ugljični dioksid kao nusproizvod, koji potom otpuštaju u krv. Hemoglobin u krvi veže nastali ugljični dioksid iz tkiva, i vraća ga do pluća u kojima izdisanjem izlazi iz organizma.
Efektivan nadzor energetskih reakcija u tijelu ovisi od održavanja specifične ravnoteže između kisik ai ugljični dioksid a. Ta ravnoteža se prvenstveno održava kroz odgovarajuću brzinu i dubinu  disanja. Udisanje previše zrak a dovodi do povišenja razine kisika (samo u krvi) i snižavanja razine ugljični dioksid a. 
Količinu ugljičnog dioksida, koji se neprestano stvara u organizmu, a zatim preko plućnih alveola procesom ventialcije odstranjuje iz organizma, u realtivno stalnoj koncentraciji, određuju dva faktora;
- Veličina izlučivanja ugljični dioksid a iz krvi u alveole, koja ovisi od njegove koncentracije u krvi

- Veličina odstranjivanja ugljični dioksid a iz alveola pomoću alveolarne ventilacije, koja je nakon smanjenja njegove koncentracije u krvi praćena povećanom ventilacijom.

Prema tome koncentraciju ugljičnog dioksida i njegov parcijalni tlak u alveolama određuje intenzitet izlučivanja i veličina alveolarne ventilacije. Prosječna učestalost (brzina) disanja u stanju mirovanja je obično oko 10-14 udisaja u minuti, i značajno se povećava u hiperventilaciji.
Hiperventilacija se definira kao brzina i dubina  disanja koje nadilaze tjelesne potrebe u određenom trenutku. Prirodno, ako se i potreba za kisikom i proizvodnja ugljičnog dioksida povećavaju (kao za vrijeme fizičkog vježbanja), i brzina i dubina disanja treba se u odgovarajućoj mjeri povećaju i obrnuto, ako se potreba za kisikom i proizvodnja ugljičnog dioksida smanje (kao tijekom opuštanja) i disanje se treba se u odgovarajućoj mjeri smanjiti.
Dok se većina tjelesnih mehanizama kontrolira "autonomno" (mimo naše volje) kemijskim i fizičkim sredstvima, disanje ima dodatno svojstvo da se može i voljno kontrolirati. Brojni "neautonmni" čimbenici, kao što su emocije, stres ili navika, mogu dovesti do ubrzavanja i produbljivanja disanja. Ovi faktori mogu biti od posebnog značaja za ljude koji pate od paničnih napada jer izazivaju tendenciju da prebrzo i preduboko dišu.
I pored činjenica da je kisik odlučujući faktor u procesu disanja, organizam zapravo za njegovu regulaciju koristi ugljični dioksid kao neophodan "stimulans". Iako (prema dosadašnjim istraživanjima) ugljični dioksid ima slaboizravnostimulirajuće djelovanje na neurone hemosenzitivnih područja, on posjeduje jakindirektanučinak preko iona vodika. Ugljični dioksid reagira s vodom u tkivima i stvara ugljičnu kiselinu koja disocira na jon e vodik a (koji imaju snažan stimulirajući utjecaj na dišni centar) i  bikarbonatne ione. 
Višak ugljičnog dioksida ili vodikovih iona utječe na disanje uglavnom direktnin podražajem centra za disanje izazivajući snažno uvećanje inspiracijskih i ekspiracijskih signala za dišne mišiće. Tako izazvano povećanje ventilacije ima za posljedicu opisane reakcije -smanjenjuje se količina ugljičnog dioksida(a time i vodikovih iona i ugljene kiseline) u krvi i povećava alkalnost krvi, što je uzrok odgovoran za većinu fizičkih promjena koje se događaju za vrijeme hiperventilacije.
Najvažniji mehanizam poremećaja izazvan hiperventilacijom je stezanje i sužavanje određenih krvnih žila u tijelu, što ima za posljedicu smanjenu količinu krvi koja stiže u mozak. Sužavanje krvnih žila ne utječe samo na smanjen protok krvi već utječe i na funkciju hemoglobin a koji povećava vezivanje za kisik. Zato ne samo da manje krvi dolazi do određenih dijelova tijela, već je i manje vjerojatno da će kisik nošen ovom krvlju biti oslobođen u tkivu. Tako nastaje paradoks, da prekomjerno disanje koje podrazumijeva preuzimanje veće količine kisika, istovremno ima za posljedicu manji priliv kisika u određene dijelove mozga i tijela.

### Hiperventilacijski sindrom
Poredakutne prolazne, kratkotrajne hiperventilacije, postoji i tzv. Hiperventilacijski sindrom kao poseban oblik ovog poremećaja koji nastaje u određenim emocionalnim stanjima praćenim  paničnim "napadima" koji (pored drugih simptoma) izazivaju i prebrzo i preduboko disanje. Hiperventilacija u ovim stanjima ima za cilj snižavanje koncentracije ugljični dioksid au krv i što za sobom povlači određenu simptomatologiju hiperventilacijskog sindroma koji mogu biti;
- Središnji

Neki simptomi su rezultat neznatnog nedostatka kisika u određenim dijelovima mozga (uključujući: vrtoglavicu, buncanje, zbunjenost, nestajanje daha, zamućenje vida, nekritičnost). Centralne simptome u hiperventilaciji karakteriziraju tri različite faze u bioelektričnoj aktivnosti mozga (registrirano EEG): 
• desinkronizacija ritma
• Aktivacija alfa ritma
• Hipersinkronizacija (u EEG dominira teta i delta aktivnost).
- Periferni

Neki simptomi su rezultat slabog nedostatka kisika u određenim dijelovima tijela (uključujući: povećanje srčanih otkucaja zbog potrebe pumpanja dodatne krvi, mrtvilo i trnjenje ekstremiteta, hladne i vlažne ruke, i nekad ukočenost mišića.

## Klinička slika
Kliničku sliku karakterizira sljedeća skupina simptoma:
- Vrtoglavica
- Sumaglica, zamagljen vid
- Doživljaj zbunjenosti,
- Nedostatak zraka,
- Ubrzan otkucaj srca,
- Utrnulost i neosjetljivost na dodir u rukama i nogama,
- Znojenje dlanova i ukočenost mišića.

Kako hiperventilacija predstavlja fizički napor, osoba u hiperventilaciji često osjeća toplinu u tijelu, pocrveni, preznojava se umorna je ili iscrpljena.
Zbog izraženije upotrebe prsnih mišić a tijekom hiperventilacije javlja se napetost u prsnim mišićima, sve do simptoma stezanja i bolova u prsima.
Ako se previše brzo ili previše duboko disanje nastavi, dolazi do druge faze hiperventilacije, koja se ispoljava sljedećim simptomima:
- Izraženijom vrtoglavicom, često praćenom mučninom,
- Nemogućnošću da se slobodno diše, s jakim stezanjem ili oštrim bolom u grudima,
- Kratkotrajnom oduzetošću mišića u različitim dijelovima tijela,
- Iznenadnim gubitkom svijesti (rijetko),
- Intenzivnijim osećanjajem straha.

Hiperventilacija je osobito opasna kod sportskih i profesionalnih ronilaca koji ovo stanje izazivaju namjerno, produbljenim disanjem. Kod njih se zbog smanjenja ugljični dioksid au krvi stvara osjećaj veće sigurnosti pod vodom, jer zbog slabe koncentracije tog plin au krvi ne osjećaju potrebu za disanjem svježeg zrak a, ili to osjete suviše kasno.